# Quarto grado (film)
Quarto grado (Tight Spot) è un film del 1955 diretto da Phil Karlson.
È un film poliziesco a sfondo noir statunitense con Ginger Rogers, Edward G. Robinson, Brian Keith e Lorne Greene. È basato sull'opera teatrale  Dead Pigeon di Lenard Kantor.

## Trama
Detenuta per vari reati, già amante di un potente boss della mala, deve testimoniare contro di lui in un processo. La sua vigilante è uccisa grazie alle soffiate dell'agente posto alla sorveglianza, che è sul libro paga del gangster.

## Produzione
Il film, diretto da Phil Karlson su una sceneggiatura di William Bowers e un soggetto di Leonard Kantor, fu prodotto da Lewis J. Rachmil per la Columbia Pictures e girato a New York dal 7 settembre al 28 ottobre 1954. Il titolo di lavorazione fu Dead Pidgeon.

## Distribuzione
Il film fu distribuito con il titolo Tight Spot negli Stati Uniti nel maggio 1955 al cinema dalla Columbia Pictures.
Altre distribuzioni:
- in Francia il 15 luglio 1955 (Coincée)
- in Belgio il 5 agosto 1955 (De gang van de misdaad e Le gang du crime)
- in Germania Ovest il 30 settembre 1955 (In die Enge getrieben)
- in Austria nel dicembre del 1955 (In die Enge getrieben)
- in Svezia il 19 dicembre 1955 (Polisvittnet)
- in Finlandia il 27 gennaio 1956 (Kuumat paikat)
- in Portogallo il 4 giugno 1956 (O Alvo é Uma Mulher)
- in Brasile (Ratos Humanos)
- in Spagna (En un aprieto)
- in Spagna (Testimonio Fatal)
- in Grecia (Tragiki anakrisis)
- in Italia (Quarto grado)

## Critica
Secondo il Morandini il film è un "dramma poliziesco costruito a regola d'arte".